# Olympische Sommerspiele 2024/Badminton (Dameneinzel)
Das Badminton-Einzel der Frauen bei den Olympischen Spielen 2024 in Paris fand vom 27. Juli bis 5. August 2024 in der neu erbauten Arena Porte de la Chapelle statt. Titelverteidigerin war die Chinesin Chen Yufei, die in Tokio im Finale mit 21:18, 19:21 und 21:18 gegen Tai Tzu-ying gewann. Carolina Marín, Olympiasiegerin von 2016, musste im Halbfinale des Turniers in Paris gegen die Chinesin He Bingjiao aufgrund einer Knieverletzung aufgeben.

## Titelverteidigerinnen
| Olympische Spiele 2020         | Chen Yufei     | Tokio           |
| Weltmeisterschaften 2023       | An Se-young    | Kopenhagen      |
| Afrikameisterschaften 2024     | Kate Foo Kune  | Kairo           |
| Panamerikameisterschaften 2024 | Zhang Beiwen   | Guatemala-Stadt |
| Asienmeisterschaften 2024      | Wang Zhiyi     | Ningbo          |
| Europameisterschaften 2024     | Carolina Marín | Saarbrücken     |
| Ozeanienmeisterschaften 2024   | Tiffany Ho     | Geelong         |

## Qualifikation
Die Qualifikation erfolgte ausschließlich über die sogenannte „Race-to-Paris-Ranking-List“, die Ergebnisse aus dem Zeitraum vom 1. Mai 2023 bis zum 28. April 2024 enthielt. Jeweils zwei Athletinnen pro Nation waren startberechtigt, wenn diese beide unter den Top 16 der Rangliste standen. Ansonsten durfte nur eine Athletin pro NOK an den Start gehen, bis ein Limit von 35 Spielerinnen erreicht war. Unter diesen 35 Spielerinnen mussten mindestens zwei Spielerinnen jedes Kontinents vertreten sein. Zusätzlich gab es einen Startplatz für Gastgeber Frankreich und zwei Wildcards, die durch die Tripartite Commission vergeben wurden, wodurch das Starterfeld von 38 Spielerinnen vervollständigt wurde.

## Setzliste
| Nr. | Spieler                  | Erreichte Runde |
| --- | ------------------------ | --------------- |
| 01. | An Se-young              | Gold            |
| 02. | Chen Yufei               | Viertelfinale   |
| 03. | Tai Tzu-ying             | Gruppenphase    |
| 04. | Carolina Marín           | 4. Platz        |
| 05. | Akane Yamaguchi          | Viertelfinale   |
| 06. | He Bingjiao              | Silber          |
| 07. | Gregoria Mariska Tunjung | Bronze          |

| Nr. | Spieler            | Erreichte Runde |
| --- | ------------------ | --------------- |
| 08. | Aya Ōhori          | Viertelfinale   |
| 09. | Zhang Beiwen       | Achtelfinale    |
| 10. | P. V. Sindhu       | Achtelfinale    |
| 11. | Supanida Katethong | Achtelfinale    |
| 12. | Kim Ga-eun         | Achtelfinale    |
| 13. | Yeo Jia Min        | Achtelfinale    |

## Ergebnisse

### Gruppenphase

#### Gruppe A
| Rang | Athletin            | Spiele | gew. | verl. | Sätze gew. | Sätze verl. | Punkte |
| ---- | ------------------- | ------ | ---- | ----- | ---------- | ----------- | ------ |
| 1    | An Se-young (1)     | 2      | 2    | 0     | 4          | 0           | 84:38  |
| 2    | Kalojana Nalbantowa | 2      | 1    | 1     | 2          | 2           | 68:78  |
| 3    | Qi Xuefei           | 2      | 0    | 2     | 0          | 4           | 48:84  |

| Athletin 1               | Ergebnis                 | Athletin 2               |
| 28. Juli 2024, 15:40 Uhr | 28. Juli 2024, 15:40 Uhr | 28. Juli 2024, 15:40 Uhr |
| ------------------------ | ------------------------ | ------------------------ |
| An Se-young (1)          | 2:0 (21:15, 21:11)       | Kalojana Nalbantowa      |
| 30. Juli 2024, 14:01 Uhr |                          |                          |
| Qi Xuefei                | 0:2 (18:21, 18:21)       | Kalojana Nalbantowa      |
| 31. Juli 2024, 19:31 Uhr |                          |                          |
| An Se-young (1)          | 2:0 (21:5, 21:7)         | Qi Xuefei                |

#### Gruppe C
| Rang | Athletin            | Spiele | gew. | verl. | Sätze gew. | Sätze verl. | Punkte |
| ---- | ------------------- | ------ | ---- | ----- | ---------- | ----------- | ------ |
| 1    | Akane Yamaguchi (5) | 2      | 2    | 0     | 4          | 1           | 106:75 |
| 2    | Michelle Li         | 2      | 1    | 1     | 3          | 2           | 99:103 |
| 3    | Thet Htar Thuzar    | 2      | 0    | 2     | 0          | 4           | 61:88  |

| Athletin 1               | Ergebnis                  | Athletin 2               |
| 27. Juli 2024, 19:38 Uhr | 27. Juli 2024, 19:38 Uhr  | 27. Juli 2024, 19:38 Uhr |
| ------------------------ | ------------------------- | ------------------------ |
| Akane Yamaguchi (5)      | 2:0 (21:12, 21:10)        | Thet Htar Thuzar         |
| 29. Juli 2024, 19:31 Uhr |                           |                          |
| Michelle Li              | 2:0 (21:16, 25:23)        | Thet Htar Thuzar         |
| 31. Juli 2024, 8:32 Uhr  |                           |                          |
| Akane Yamaguchi (5)      | 2:1 (22:24, 21:17, 21:12) | Michelle Li              |

#### Gruppe D
| Rang | Athletin                | Spiele | gew. | verl. | Sätze gew. | Sätze verl. | Punkte |
| ---- | ----------------------- | ------ | ---- | ----- | ---------- | ----------- | ------ |
| 1    | Supanida Katethong (11) | 2      | 2    | 0     | 4          | 0           | 84:58  |
| 2    | Juliana Viana Vieira    | 2      | 1    | 1     | 2          | 2           | 77:75  |
| 3    | Lo Sin Yan              | 2      | 0    | 2     | 0          | 4           | 56:84  |

| Athletin 1               | Ergebnis                 | Athletin 2               |
| 27. Juli 2024, 14:53 Uhr | 27. Juli 2024, 14:53 Uhr | 27. Juli 2024, 14:53 Uhr |
| ------------------------ | ------------------------ | ------------------------ |
| Supanida Katethong (11)  | 2:0 (21:16, 21:19)       | Juliana Viana Vieira     |
| 29. Juli 2024, 14:54 Uhr |                          |                          |
| Lo Sin Yan               | 0:2 (19:21, 14:21)       | Juliana Viana Vieira     |
| 30. Juli 2024, 20:25 Uhr |                          |                          |
| Supanida Katethong (11)  | 2:0 (21:14, 21:9)        | Lo Sin Yan               |

#### Gruppe E
| Rang | Athletin          | Spiele | gew. | verl. | Sätze gew. | Sätze verl. | Punkte |
| ---- | ----------------- | ------ | ---- | ----- | ---------- | ----------- | ------ |
| 1    | Ratchanok Intanon | 2      | 2    | 0     | 4          | 0           | 42:29  |
| 2    | Tai Tzu-ying (3)  | 2      | 1    | 1     | 2          | 2           | 76:71  |
| 3    | Lianne Tan        | 2      | 0    | 2     | 0          | 4           | 45:84  |

| Athletin 1               | Ergebnis                | Athletin 2              |
| 28. Juli 2024, 9:23 Uhr  | 28. Juli 2024, 9:23 Uhr | 28. Juli 2024, 9:23 Uhr |
| ------------------------ | ----------------------- | ----------------------- |
| Tai Tzu-ying (3)         | 2:0 (21:15, 21:14)      | Lianne Tan              |
| 30. Juli 2024, 8:31 Uhr  |                         |                         |
| Ratchanok Intanon        | 2:0 (21:8, 21:8)        | Lianne Tan              |
| 31. Juli 2024, 15:18 Uhr |                         |                         |
| Tai Tzu-ying (3)         | 0:2 (19:21, 15:21)      | Ratchanok Intanon       |

#### Gruppe G
| Rang | Athletin                     | Spiele | gew. | verl. | Sätze gew. | Sätze verl. | Punkte |
| ---- | ---------------------------- | ------ | ---- | ----- | ---------- | ----------- | ------ |
| 1    | Gregoria Mariska Tunjung (7) | 2      | 2    | 0     | 4          | 1           | 106:78 |
| 2    | Polina Buhrowa               | 2      | 1    | 1     | 3          | 2           | 104:96 |
| 3    | Tereza Švábíková             | 2      | 0    | 2     | 0          | 4           | 50:86  |

| Athletin 1                   | Ergebnis                  | Athletin 2               |
| 28. Juli 2024, 14:50 Uhr     | 28. Juli 2024, 14:50 Uhr  | 28. Juli 2024, 14:50 Uhr |
| ---------------------------- | ------------------------- | ------------------------ |
| Gregoria Mariska Tunjung (7) | 2:0 (21:10, 21:15)        | Polina Buhrowa           |
| 00. Juli 2024, 00:00 Uhr     |                           |                          |
| Tereza Švábíková             | 1:2 (19:21, 21:19, 18:21) | Polina Buhrowa           |
| 31. Juli 2024, 15:40 Uhr     |                           |                          |
| Gregoria Mariska Tunjung (7) | 2:0 (21:12, 21:18)        | Tereza Švábíková         |

#### Gruppe H
| Rang | Athletin         | Spiele | gew. | verl. | Sätze gew. | Sätze verl. | Punkte |
| ---- | ---------------- | ------ | ---- | ----- | ---------- | ----------- | ------ |
| 1    | Kim Ga-eun (12)  | 2      | 2    | 0     | 4          | 1           | 106:78 |
| 2    | Goh Jin Wei      | 2      | 1    | 1     | 3          | 2           | 104:96 |
| 3    | Johanita Scholtz | 2      | 0    | 2     | 0          | 4           | 50:86  |

| Athletin 1               | Ergebnis                  | Athletin 2               |
| 27. Juli 2024, 15:28 Uhr | 27. Juli 2024, 15:28 Uhr  | 27. Juli 2024, 15:28 Uhr |
| ------------------------ | ------------------------- | ------------------------ |
| Kim Ga-eun (12)          | 2:0 (21:12, 21:6)         | Johanita Scholtz         |
| 29. Juli 2024, 14:01 Uhr |                           |                          |
| Goh Jin Wei              | 2:0 (23:21, 21:11)        | Johanita Scholtz         |
| 31. Juli 2024, 8:30 Uhr  |                           |                          |
| Kim Ga-eun (12)          | 2:1 (21:17, 20:22, 23:21) | Goh Jin Wei              |

#### Gruppe I
| Rang | Athletin         | Spiele | gew. | verl. | Sätze gew. | Sätze verl. | Punkte |
| ---- | ---------------- | ------ | ---- | ----- | ---------- | ----------- | ------ |
| 1    | Yeo Jia Min (13) | 2      | 2    | 0     | 4          | 0           | 84:33  |
| 2    | Kate Foo Kune    | 2      | 1    | 1     | 2          | 2           | 60:58  |
| 3    | Dorsa Yavarivafa | 2      | 0    | 2     | 0          | 4           | 31:84  |

| Athletin 1               | Ergebnis                | Athletin 2              |
| 27. Juli 2024, 9:30 Uhr  | 27. Juli 2024, 9:30 Uhr | 27. Juli 2024, 9:30 Uhr |
| ------------------------ | ----------------------- | ----------------------- |
| Yeo Jia Min (13)         | 2:0 (21:7, 21:8)        | Dorsa Yavarivafa        |
| 29. Juli 2024, 11:00 Uhr |                         |                         |
| Kate Foo Kune            | 2:0 (21:5, 21:11)       | Dorsa Yavarivafa        |
| 30. Juli 2024, 20:26 Uhr |                         |                         |
| Yeo Jia Min (13)         | 2:0 (21:12, 21:6)       | Kate Foo Kune           |

#### Gruppe J
| Rang | Athletin      | Spiele | gew. | verl. | Sätze gew. | Sätze verl. | Punkte |
| ---- | ------------- | ------ | ---- | ----- | ---------- | ----------- | ------ |
| 1    | Aya Ōhori (8) | 2      | 2    | 0     | 4          | 0           | 84:36  |
| 2    | Neslihan Arın | 2      | 1    | 1     | 2          | 2           | 58:75  |
| 3    | Inés Castillo | 2      | 0    | 2     | 0          | 4           | 53:84  |

| Athletin 1               | Ergebnis                 | Athletin 2               |
| 28. Juli 2024, 11:00 Uhr | 28. Juli 2024, 11:00 Uhr | 28. Juli 2024, 11:00 Uhr |
| ------------------------ | ------------------------ | ------------------------ |
| Aya Ōhori (8)            | 2:0 (21:9, 21:7)         | Neslihan Arın            |
| 30. Juli 2024, 9:22 Uhr  |                          |                          |
| Inés Castillo            | 0:2 (16:21, 17:21)       | Neslihan Arın            |
| 31. Juli 2024, 16:02 Uhr |                          |                          |
| Aya Ōhori (8)            | 2:0 (21:12, 21:8)        | Inés Castillo            |

#### Gruppe K
| Rang | Athletin         | Spiele | gew. | verl. | Sätze gew. | Sätze verl. | Punkte |
| ---- | ---------------- | ------ | ---- | ----- | ---------- | ----------- | ------ |
| 1    | Zhang Beiwen (9) | 2      | 2    | 0     | 4          | 0           | 86:53  |
| 2    | Nguyễn Thùy Linh | 2      | 1    | 1     | 2          | 2           | 82:53  |
| 3    | Tiffany Ho       | 2      | 0    | 2     | 0          | 4           | 22:84  |

| Athletin 1               | Ergebnis                 | Athletin 2               |
| 27. Juli 2024, 19:30 Uhr | 27. Juli 2024, 19:30 Uhr | 27. Juli 2024, 19:30 Uhr |
| ------------------------ | ------------------------ | ------------------------ |
| Zhang Beiwen (9)         | 2:0 (21:9, 21:4)         | Tiffany Ho               |
| 29. Juli 2024, 21:10 Uhr |                          |                          |
| Nguyễn Thùy Linh         | 2:0 (21:6, 21:3)         | Tiffany Ho               |
| 31. Juli 2024, 8:31 Uhr  |                          |                          |
| Zhang Beiwen (9)         | 2:0 (22:20, 22:20)       | Nguyễn Thùy Linh         |

#### Gruppe L
| Rang | Athletin           | Spiele | gew. | verl. | Sätze gew. | Sätze verl. | Punkte |
| ---- | ------------------ | ------ | ---- | ----- | ---------- | ----------- | ------ |
| 1    | Carolina Marín (4) | 2      | 2    | 0     | 4          | 0           | 84:40  |
| 2    | Jenjira Stadelmann | 2      | 1    | 1     | 2          | 3           | 88:100 |
| 3    | Rachael Darragh    | 2      | 0    | 2     | 1          | 4           | 68:100 |

| Athletin 1               | Ergebnis                  | Athletin 2               |
| 28. Juli 2024, 19:30 Uhr | 28. Juli 2024, 19:30 Uhr  | 28. Juli 2024, 19:30 Uhr |
| ------------------------ | ------------------------- | ------------------------ |
| Carolina Marín (4)       | 2:0 (21:11, 21:19)        | Jenjira Stadelmann       |
| 30. Juli 2024, 17:09 Uhr |                           |                          |
| Rachael Darragh          | 1:2 (21:13, 22:24, 15:21) | Jenjira Stadelmann       |
| 31. Juli 2024, 14:03 Uhr |                           |                          |
| Carolina Marín (4)       | 2:0 (21:5, 21:5)          | Rachael Darragh          |

#### Gruppe M
| Rang | Athletin                       | Spiele | gew. | verl. | Sätze gew. | Sätze verl. | Punkte |
| ---- | ------------------------------ | ------ | ---- | ----- | ---------- | ----------- | ------ |
| 1    | P. V. Sindhu (10)              | 2      | 2    | 0     | 4          | 0           | 84:30  |
| 2    | Kristin Kuuba                  | 2      | 1    | 1     | 2          | 2           | 57:58  |
| 3    | Fathimath Nabaaha Abdul Razzaq | 2      | 0    | 2     | 0          | 4           | 31:84  |

| Athletin 1               | Ergebnis                | Athletin 2                     |
| 28. Juli 2024, 9:22 Uhr  | 28. Juli 2024, 9:22 Uhr | 28. Juli 2024, 9:22 Uhr        |
| ------------------------ | ----------------------- | ------------------------------ |
| P. V. Sindhu (10)        | 2:0 (21:9, 21:6)        | Fathimath Nabaaha Abdul Razzaq |
| 30. Juli 2024, 8:32 Uhr  |                         |                                |
| Kristin Kuuba            | 2:0 (21:7, 21:9)        | Fathimath Nabaaha Abdul Razzaq |
| 31. Juli 2024, 10:17 Uhr |                         |                                |
| P. V. Sindhu (10)        | 2:0 (21:5, 21:10)       | Kristin Kuuba                  |

#### Gruppe N
| Rang | Athletin                | Spiele | gew. | verl. | Sätze gew. | Sätze verl. | Punkte |
| ---- | ----------------------- | ------ | ---- | ----- | ---------- | ----------- | ------ |
| 1    | He Bingjiao (6)         | 2      | 2    | 0     | 4          | 0           | 87:45  |
| 2    | Kirsty Gilmour          | 2      | 1    | 1     | 2          | 2           | 72:69  |
| 3    | Keisha Fatimah Az Zahra | 2      | 0    | 2     | 0          | 4           | 39:84  |

| Athletin 1               | Ergebnis                | Athletin 2              |
| 27. Juli 2024, 8:30 Uhr  | 27. Juli 2024, 8:30 Uhr | 27. Juli 2024, 8:30 Uhr |
| ------------------------ | ----------------------- | ----------------------- |
| He Bingjiao (6)          | 2:0 (21:8, 21:7)        | Keisha Fatimah Az Zahra |
| 29. Juli 2024, 08:30 Uhr |                         |                         |
| Kirsty Gilmour           | 2:0 (21:13, 21:11)      | Keisha Fatimah Az Zahra |
| 30. Juli 2024, 19:31 Uhr |                         |                         |
| He Bingjiao (6)          | 2:0 (24:22, 21:8)       | Kirsty Gilmour          |

#### Gruppe P
| Rang | Athletin       | Spiele | gew. | verl. | Sätze gew. | Sätze verl. | Punkte |
| ---- | -------------- | ------ | ---- | ----- | ---------- | ----------- | ------ |
| 1    | Chen Yufei (2) | 2      | 2    | 0     | 4          | 2           | 120:84 |
| 2    | Mia Blichfeldt | 2      | 1    | 1     | 3          | 3           | 96:108 |
| 3    | Yvonne Li      | 2      | 0    | 2     | 2          | 4           | 91:115 |

| Athletin 1               | Ergebnis                  | Athletin 2               |
| 28. Juli 2024, 14:50 Uhr | 28. Juli 2024, 14:50 Uhr  | 28. Juli 2024, 14:50 Uhr |
| ------------------------ | ------------------------- | ------------------------ |
| Chen Yufei (2)           | 2:1 (21:14, 17:21, 21:9)  | Yvonne Li                |
| 30. Juli 2024, 14:58 Uhr |                           |                          |
| Mia Blichfeldt           | 2:1 (21:14, 14:21, 21:12) | Yvonne Li                |
| 31. Juli 2024, 19:32 Uhr |                           |                          |
| Chen Yufei (2)           | 2:1 (21:8, 19:21, 21:11)  | Mia Blichfeldt           |

### Finalrunde
| Achtelfinale 1. August 2024 | Achtelfinale 1. August 2024 | Achtelfinale 1. August 2024 | Achtelfinale 1. August 2024 | Achtelfinale 1. August 2024 |  |  | Viertelfinale 3. August 2024 | Viertelfinale 3. August 2024 | Viertelfinale 3. August 2024 | Viertelfinale 3. August 2024 | Viertelfinale 3. August 2024 |   |                | Halbfinale 4. August 2024 | Halbfinale 4. August 2024 | Halbfinale 4. August 2024 | Halbfinale 4. August 2024 | Halbfinale 4. August 2024 |                 |                 | Finale 5. August 2024 | Finale 5. August 2024 | Finale 5. August 2024 | Finale 5. August 2024 | Finale 5. August 2024 |
|                             |                             |                             |                             |                             |  |  |                              |                              |                              |                              |                              |   |                |                           |                           |                           |                           |                           |                 |                 |                       |                       |                       |                       |                       |
|                             |                             |                             |                             |                             |  |  |                              |                              |                              |                              |                              |   |                |                           |                           |                           |                           |                           |                 |                 |                       |                       |                       |                       |                       |
|                             |                             |                             |                             |                             |  |  | 1                            | An Se-young                  | 15                           | 21                           | 21                           |   |                |                           |                           |                           |                           |                           |                 |                 |                       |                       |                       |                       |                       |
| 5                           | Akane Yamaguchi             | 21                          | 21                          |                             |  |  | 5                            | Akane Yamaguchi              | 21                           | 17                           | 8                            |   |                |                           |                           |                           |                           |                           |                 |                 |                       |                       |                       |                       |                       |
| 11                          | Supanida Katethong          | 6                           | 13                          |                             |  |  |                              |                              |                              |                              |                              | 1 | An Se-young    | 11                        | 21                        | 21                        |                           |                           |                 |                 |                       |                       |                       |                       |                       |
|                             |                             |                             |                             |                             |  |  | 7                            | Gregoria Mariska Tunjung     | 21                           | 13                           | 16                           |   |                |                           |                           |                           |                           |                           |                 |                 |                       |                       |                       |                       |                       |
|                             |                             |                             |                             |                             |  |  |                              | Ratchanok Intanon            | 23                           | 9                            |                              |   |                |                           |                           |                           |                           |                           |                 |                 |                       |                       |                       |                       |                       |
| 7                           | Gregoria Mariska Tunjung    | 21                          | 8                           | 23                          |  |  | 7                            | Gregoria Mariska Tunjung     | 25                           | 21                           |                              |   |                |                           |                           |                           |                           |                           |                 |                 |                       |                       |                       |                       |                       |
| 12                          | Kim Ga-eun                  | 4                           | 21                          | 21                          |  |  |                              |                              |                              |                              |                              |   |                |                           |                           |                           |                           |                           | 1               | An Se-young     | 21                    | 21                    |                       |                       |                       |
| 13                          | Yeo Jia Min                 | 21                          | 14                          | 22                          |  |  | 6                            | He Bingjiao                  | 13                           | 16                           |                              |   |                |                           |                           |                           |                           |                           |                 |                 |                       |                       |                       |                       |                       |
| 8                           | Aya Ōhori                   | 11                          | 21                          | 24                          |  |  | 8                            | Aya Ōhori                    | 13                           | 14                           |                              |   |                |                           |                           |                           |                           |                           |                 |                 |                       |                       |                       |                       |                       |
| 9                           | Zhang Beiwen                | 21                          | 9                           | 18                          |  |  | 4                            | Carolina Marín               | 21                           | 21                           |                              |   |                |                           |                           |                           |                           |                           |                 |                 |                       |                       |                       |                       |                       |
| 4                           | Carolina Marín              | 12                          | 21                          | 21                          |  |  |                              |                              |                              |                              |                              | 4 | Carolina Marín | 21                        | 10r                       |                           |                           |                           |                 |                 |                       |                       |                       |                       |                       |
| 10                          | P. V. Sindhu                | 19                          | 14                          |                             |  |  | 6                            | He Bingjiao                  | 14                           | 8                            |                              |   |                |                           |                           |                           |                           |                           |                 |                 |                       |                       |                       |                       |                       |
| 6                           | He Bingjiao                 | 21                          | 21                          |                             |  |  | 6                            | He Bingjiao                  | 21                           | 21                           |                              |   |                |                           |                           |                           |                           | Spiel um Bronze           | Spiel um Bronze | Spiel um Bronze | Spiel um Bronze       | Spiel um Bronze       |                       |                       |                       |
|                             |                             |                             |                             |                             |  |  | 2                            | Chen Yufei                   | 16                           | 17                           |                              |   |                | 7                         | Gregoria Mariska Tunjung  | w.                        | o.                        |                           |                 |                 |                       |                       |                       |                       |                       |
|                             |                             |                             |                             |                             |  |  |                              |                              |                              |                              |                              |   |                | 4                         | Carolina Marín            |                           |                           |                           |                 |                 |                       |                       |                       |                       |                       |

## Sieger und Platzierte
| Platz | Land | Sportlerin               |
| ----- | ---- | ------------------------ |
| 1     | KOR  | An Se-young              |
| 2     | CHN  | He Bingjiao              |
| 3     | INA  | Gregoria Mariska Tunjung |
| 4     | ESP  | Carolina Marín           |
| 5     | JPN  | Akane Yamaguchi          |
| 5     | THA  | Ratchanok Intanon        |
| 5     | JPN  | Aya Ōhori                |
| 5     | CHN  | Chen Yufei               |